# Sofie Dokter
Sofie Dokter (Groninga, 19 dicembre 2002) è una multiplista olandese.

## Biografia
Ha iniziato a praticare l'atletica leggera giovanissima, all'età di cinque anni. La sua prima medaglia d'oro in un campionato nazionale risale al 2019, quando si laurea campionessa olandese under 18 dell'eptathlon.
Il 2021 è l'anno della sua prima partecipazione a un campionato internazionale: agli europei under 20 di Tallinn conquista infatti la medaglia d'argento nell'eptathlon. Nel 2022, dopo aver conquistato il titolo di campionessa olandese assoluta indoor del pentathlon, si classifica tredicesima nella medesima disciplina ai campionati europei di Monaco di Baviera.
Nel 2023 conquista la medaglia d'oro nel pentathlon ai campionati olandesi indoor di prove multiple e prende parte prima ai campionati europei indoor di Istanbul, dove si posiziona 4ª nel pentathlon, poi agli europei under 23 di Espoo, dove conquista un'altra medaglia d'argento nell'eptathlon, e infine si classifica undicesima, sempre nell'eptathlon, ai campionati mondiali di Budapest. Lo stesso anno conquista anche il titolo di campionessa olandese dell'eptathlon.
Nel 2024, dopo aver conquistato il terzo titolo nazionale nel pentathlon, partecipa ai campionati mondiali indoor di Glasgow, ottenendo la medaglia di bronzo nel pentathlon. L'anno successivo sale sul secondo gradino del podio nella medesima specialità agli europei indoor di Apeldoorn.

## Progressione

### Pentathlon pista corta
| Stagione | Punteggio  | Luogo     | Data      | Rank. Mond. |
| -------- | ---------- | --------- | --------- | ----------- |
| 2024     | 4571 p.(i) | Glasgow   | 1-3-2024  |             |
| 2023     | 4603 p.(i) | Apeldoorn | 4-2-2023  |             |
| 2022     | 4263 p.(i) | Apeldoorn | 13-2-2022 |             |
| 2021     | 3968 o.(i) | Apeldoorn | 14-2-2021 |             |
| 2020     | 3118 p.(i) | Apeldoorn | 9-2-2020  |             |

### Eptathlon
| Stagione | Punteggio | Luogo     | Data      | Rank. Mond. |
| -------- | --------- | --------- | --------- | ----------- |
| 2023     | 6321 p.   | Götzis    | 28-5-2023 |             |
| 2022     | 6144 p.   | Apeldoorn | 26-6-2022 |             |
| 2021     | 5878 p.   | Tallinn   | 16-7-2021 |             |

## Palmarès
| Anno | Manifestazione  | Sede      | Evento     | Risultato | Prestazione | Note                                     |
| ---- | --------------- | --------- | ---------- | --------- | ----------- | ---------------------------------------- |
| 2021 | Mondiali U20    | Tallinn   | Eptathlon  | Argento   | 5878 p.     | Miglior prestazione personale            |
| 2022 | Europei         | Monaco    | Eptathlon  | 13ª       | 5811 p.     |                                          |
| 2023 | Europei indoor  | Istanbul  | Pentathlon | 4ª        | 4499 p.     |                                          |
| 2023 | Europei U23     | Espoo     | Eptathlon  | Argento   | 6256 p.     |                                          |
| 2023 | Mondiali        | Budapest  | Eptathlon  | 11ª       | 6192 p.     |                                          |
| 2024 | Mondiali indoor | Glasgow   | Pentathlon | Bronzo    | 4571 p.     | Miglior prestazione personale stagionale |
| 2024 | Europei         | Roma      | Eptathlon  | 5ª        | 6418 p.     | Miglior prestazione europea under 23     |
| 2024 | Giochi olimpici | Parigi    | Eptathlon  | 6ª        | 6452 p.     | Miglior prestazione personale            |
| 2025 | Europei indoor  | Apeldoorn | Pentathlon | Argento   | 4826 p.     | Miglior prestazione personale            |

## Campionati nazionali
- 1 volta campionessa olandese assoluta dell'eptathlon (2022)
- 3 volte campionessa olandese assoluta del pentathlon indoor (2022, 2023, 2024)
- 1 volta campionessa olandese under 20 del salto in alto indoor (2020)
- 1 volta campionessa olandese under 18 dell'eptathlon (2019)

2018
- 13ª ai campionati olandesi under 18 di prove multiple indoor, pentathlon allieve - 3273 p.
- 7ª ai campionati olandesi under 18 di prove multiple, eptathlon allieve - 4748 p.
- Semifinale ai campionati olandesi under 18, 200 m piani - 26"25
- 5ª ai campionati olandesi under 18, salto in alto - 1,68 m
- 12ª ai campionati olandesi under 18, salto in lungo - 5,30 m

2019
- 6ª ai campionati olandesi under 18 di prove multiple indoor, pentathlon allieve - 3393 p.
- 9ª ai campionati olandesi under 18 indoor, getto del peso (3kg) - 12,09 m
- 5ª ai campionati olandesi under 18 indoor, salto in lungo - 5,52 m
- Oro ai campionati olandesi under 18 di prove multiple, eptathlon allieve - 5436 p.
- 5ª ai campionati olandesi under 18, 200 m piani - 25"52
- 5ª ai campionati olandesi under 18, 100 m ostacoli - 14"36

2020
- 8ª ai campionati olandesi under 20 di prove multiple indoor, pentathlon - 3118 p.
- Argento ai campionati olandesi under 20 indoor, 60 m ostacoli - 8"99
- Oro ai campionati olandesi under 20 indoor, salto in alto - 1,82 m
- Argento ai campionati olandesi under 20 indoor, salto in lungo - 5,89 m
- 5ª ai campionati olandesi assoluti indoor, salto in alto - 1,70 m
- Bronzo ai campionati olandesi under 20, salto in lungo - 5,80 m

2021
- 5ª ai campionati olandesi assoluti di prove multiple indoor, pentathlon - 3968 p.
- 4ª ai campionati olandesi assoluti, salto in alto - 1,70 m
- Bronzo ai campionati olandesi assoluti, salto in alto - 1,77 m

2022
- Oro ai campionati olandesi assoluti di prove multiple indoor, pentathlon - 4263 p.
- 7ª ai campionati olandesi assoluti indoor, 60 m ostacoli - 8"61
- Argento ai campionati olandesi assoluti indoor, salto in alto - 1,86 m
- Oro ai campionati olandesi assoluti, eptathlon - 6144 p.

2023
- Oro ai campionati olandesi assoluti di prove multiple indoor, pentathlon - 4603 p.
- Argento ai campionati olandesi assoluti indoor, salto in alto - 1,84 m
- 6ª ai campionati olandesi assoluti, 100 m ostacoli - 13"89
- Bronzo ai campionati olandesi assoluti, salto in lungo - 6,00 m

2024
- Oro ai campionati olandesi assoluti di prove multiple indoor, pentathlon - 4553 p.
- Argento ai campionati olandesi assoluti indoor, salto in lungo - 6,31 m